# Lämmerberg (Fränkische Alb)
Der Lämmerberg ist ein 504,3 m ü. NHN hoher, teils bewaldeter Berg des Mittelgebirges Fränkische Alb im mittelfränkischen Landkreis Weißenburg-Gunzenhausen.

## Geographie

### Lage
Der teils bewaldete Lämmerberg liegt südwestlich von Treuchtlingen und südlich des Hahnenkamms. Der Ort Möhren schmiegt sich entlang der Süd- und Westflanke des Berges an. Der Möhrenbach, ein Zufluss der Altmühl, fließt unweit südlich am Berg durch den Ort Möhren vorbei. Der Lämmerberg geht im Nordosten in den Lenzbühel über. Unweit östlich liegt der Mühlberg, südlich der Hirschberg. Der Berg liegt inmitten des Naturparks Altmühltal in einem Landschaftsschutzgebiet.

### Naturräumliche Zuordnung
Der Lämmerberg gehört in der naturräumlichen Haupteinheitengruppe Fränkische Alb (Nr. 08), in der Haupteinheit Südliche Frankenalb (082) und in der Untereinheit Altmühlalb (082.2) zum Naturraum der Oberen Altmühlalb (082.22).